# Internationale Patentanmeldung
Eine Internationale Patentanmeldung (auch „WO-Anmeldung“ oder „PCT-Anmeldung“ genannt) ist eine Patentanmeldung unter den Bestimmungen des Patentzusammenarbeitsvertrags (englisch „Patent Cooperation Treaty“, abgekürzt „PCT“). Die alternative Bezeichnung „WO-Anmeldung“ entspringt dem Länderpräfix der Veröffentlichungsnummer von PCT-Anmeldungen, da diese Veröffentlichungsnummern das Format „WO yyyy/...“ haben, wobei „WO“ für „world“ steht.

## Rechtsgrundlage
Die Rechtsgrundlage im engeren Sinne für eine internationale Patentanmeldung ist der von der „World Intellectual Property Organisation“ administrierte Patentzusammenarbeitsvertrag.
Da eine PCT-Anmeldung aber auch wesentlich darauf aufbaut, dass sie von bestimmten nationalen oder regionalen Patentämtern stellvertretend für die WIPO bearbeitet wird und dass sie den Eintritt in andere nationale oder regionale Patentsysteme bewirkt, sind die dort jeweils angelegten Schnittstellen für PCT-Anmeldungen jedenfalls als Rechtsgrundlage im weiteren Sinne anzusehen. Im bundesdeutschen Recht handelt es sich um Artikel III des  Gesetzes über Internationale Patentübereinkommen (IntPatÜG). Im  Europäischen Patentübereinkommen sind es dessen Artikel 150 bis 153 und Regeln 157 bis 165.

## Abgrenzung
- Eine Patentanmeldung ist noch kein Patent. Erst wenn eine Patentanmeldung die formalen und inhaltlichen Voraussetzungen der Patentierbarkeit erfüllt, kann auf sie ein Patent erteilt werden. Die Wirkungen einer Patentanmeldung gegen Dritte sind anders und in aller Regel deutlich schwächer als die eines Patents. Insbesondere kann nur aus einem Patent, nicht dagegen aus einer Patentanmeldung heraus Unterlassung verlangt werden. Eine PCT-Anmeldung alleine kann nie direkt zu einem Patent führen.

- Materiellrechtlich ist eine PCT-Anmeldung kraft Bestimmungen des PCT-Vertrags gleichwertig mit all den Patentanmeldungen der Länder oder Regionen, für die die PCT-Anmeldung bei ihrer Einreichung als gültig gewählt wurde[1]. Wegen verfahrensrechtlicher Bestimmungen sind direkte nationale oder regionale Patentanmeldungen, etwa eine deutsche Patentanmeldung oder eine europäische Patentanmeldung, aber doch etwas anderes als eine PCT-Anmeldung. Der PCT selbst und nationalen oder regionalen Regelungen haben förmliche und fiskalische Bestimmungen gesetzt, etwa Übersetzungserfordernisse oder Gebührenzahlungen, bevor eine PCT-Anmeldung als nationale Anmeldung bearbeitet wird. Die Artikel 23 und 40[2] des PCT verbieten den Patentämtern der als betroffen gewählten Länder die Bearbeitung der PCT-Anmeldung als nationale Anmeldung vor dem Ablauf bestimmter Fristen, in den meisten Ländern 30 oder 31 Monate nach dem Zeitrang der PCT-Anmeldung, es sei denn, der Anmelder würde eine frühere Bearbeitung beantragen.

## Eigenschaften
- Eine internationale Patentanmeldung ist ein gemeinsames, gebündeltes Anmeldeverfahren, das der Anmelder für eine von ihm wählbare Vielfalt von Mitgliedsstaaten des PCT betreiben kann und aus dem heraus der Anmelder befristet in einer wählbaren Vielzahl von Ländern oder Regionen nationale oder regionale Patentanmeldungen einleiten kann, die der Anmelder dann einzeln weiterbetreiben muss. Anders als andere Patentanmeldungen kann eine PCT-Anmeldung niemals direkt zu einem Patent führen (Ausnahme: Deutschland ist ebenfalls als Vertragsstaat im Antrag bestimmt. In diesem Fall startet nach Ablauf der Frist automatisch die nationale Phase, die im positiven Fall in die Erteilung eines nationalen, deutschen Patents mündet). Die genannte Befristung zur Einleitung nationaler oder regionaler Verfahren ist heute in den meisten Vertragsstaaten des PCT 30 oder 31 Monate nach dem Zeitrang der PCT-Anmeldung. Diese Frist ist durch die jeweiligen nationalen Regelungen gesetzt. Der PCT begrenzt sie auf mindestens 30 Monate. Die jeweiligen nationalen Phasen können durch Antrag auch vorzeitig eingeleitet werden.
- Wählbare Länder: Der Anmelder der PCT-Anmeldung kann  die Mitgliedsstaaten und Mitgliedsorganisationen des PCT als von der PCT-Anmeldung erfasst wählen. Mitgliedsstaaten sind praktisch alle großen Industrienationen der Erde. Eine Ausnahme ist Taiwan. Auch die Europäische Patentorganisation ist PCT-Mitglied, so dass auch eine EP-Anmeldung über eine PCT-Anmeldung eingeleitet werden kann. Frankreich kann nicht direkt über eine PCT-Anmeldung erfasst werden, sondern nur indirekt über eine aus einer PCT-Anmeldung hervorgegangene Anmeldung.
- Der Rechercheantrag muss für eine PCT-Anmeldung gleich mit Einreichung der PCT-Anmeldung gestellt werden. Der Anmelder erhält dafür ein Rechercheergebnis, den sog. „Internationalen Recherchenbericht“ oder englisch „International search report“ („ISR“).
- Der Prüfungsantrag für die sog. „internationale vorläufige Prüfung“ kann für eine PCT-Anmeldung gleich bei Anmeldung oder eine gewisse Zeit danach gestellt werden. Er muss aber nicht gestellt werden. In Reaktion auf den Prüfungsantrag erhält der Anmelder eine begründete Meinung des zuständigen Prüfers und kann darauf argumentierend oder durch Änderungen seiner Anmeldung reagieren. Allerdings kann am Ende des vorläufigen Prüfungsverfahrens nicht die Patenterteilung stehen. Das Ergebnis der internationalen vorläufigen Prüfung, der sog. „Internationale vorläufige Prüfungsbericht“ oder englisch „International preliminary examination report“ („IPER“) kann gutachtlich verstanden werden. Dem „Gutachten“ folgend können nachfolgend zuständige nationale oder regionale Patentämter ihre Arbeit womöglich effizienter und/oder schneller und/oder billiger durchführen.
- Das Prioritätsrecht gilt auch für PCT-Anmeldungen. Sie können  Prioritäten nehmen und geben.
- Zuständiges Amt: Formal federführend für eine PCT-Anmeldung ist die WIPO. Die konkrete Arbeit wird aber von der WIPO beauftragten Ämtern ausgeführt. Der Anmelder hat hier theoretisch die Möglichkeit der Wahl, die aber praktisch auf ein heimatliches Patentamt hinauslaufen.
- Sprache: Die PCT-Anmeldung wird in einer einzigen, vom Anmelder wählbaren Sprache eingereicht und geführt, die vom Anmelder gewählten Anmeldeamt abhängt, z. B. deutsch am Europäischen Patentamt. So entfaltet sie die Wirkung einer nationalen Anmeldung auch für solche gewählten Länder, die eine andere Amtssprache (z. B. japanisch) haben.
- Eine internationale Patentanmeldung ist ein Immaterialgut und als solches Vermögensgegenstand. Sie hat einen oder mehrere Eigentümer, üblicherweise „Anmelder“ genannt, und kann auf einen oder mehrere andere Anmelder übertragen werden.

## Kosten
Für eine internationale Patentanmeldung müssen amtliche Kosten bezahlt werden. Wenn ein Vertreter beauftragt ist, etwa ein Patentanwalt, sind auch dessen Kosten zu bezahlen.
Die amtlichen Kosten, sowohl wenn die PCT-Anmeldung beim Europäischen Patentamt, als auch beim Deutschen Patent- und Markenamt geführt wird, umfassen die Anmeldegebühr, die Übermittlungsgebühr und die Recherchegebühr. Daneben gibt es volumenabhängige Gebühren. Zusammen können diese sich auf ca. 3.300 € belaufen (Stand April 2024). Wenn auch die internationale vorläufige Prüfung (nach Regel 58 PCT, Regel 158 (2) EPÜ) beantragt wird, ist die Prüfungsgebühr zu bezahlen. Sie beträgt 1915 € (Stand April 2024).
Die Kosten setzen sich wie folgt zusammen (Stand April 2024):
- Übermittlungsgebühr (für die Weiterleitung der Akte vom nationalen Anmeldeamt an die WIPO): 90 €
- Internationale Anmeldegebühr: 1381 € (bei Einreichung in elektronischer Form: 1173 €, bei Einreichung im XML-Format: 1070 €)
- Internationale Recherchegebühr: 1845 €
Enthält die internationale Anmeldung insgesamt mehr als 30 Seiten, werden zusätzlich 16 € je zusätzlicher Seite berechnet.
Die Kosten des womöglich beauftragten Vertreters hängen von den Absprachen zwischen Auftraggeber und Vertreter ab.

## Empirische Aussagen
- Ein häufig für internationale Patentanmeldungen gewähltes Zeitmuster ist, dass sie  unter Inanspruchnahme der Priorität einer nationalen Erstanmeldung (beispielsweise einer deutschen Patentanmeldung) angemeldet wird, dass hierbei nur die Recherche, nicht dagegen die internationale vorläufige Prüfung beantragt wird und dass 30 bzw. 31 Monate nach dem Zeitrang der PCT-Anmeldung auf sie Bezug nehmend einige nationale oder regionale Patentanmeldungen vervollständigt werden, z. B. je eine für USA, Japan, China und Europa.
- Die theoretisch mögliche Wirkung einer internationalen vorläufigen Prüfung als vereinheitlichendes und effizienzsteigerndes Gutachten für nachfolgend zuständige nationale oder regionale Patentämter tritt nicht immer ein. Es gibt keine rechtliche Pflicht, die nachfolgende Patentämter zwingt, die Ergebnisse der womöglich vorher durchgeführten internationalen vorläufigen Prüfung zu übernehmen. Vielmehr liegt es regelmäßig im Ermessen der Prüfer der aus der PCT-Anmeldung abgeleiteten nachfolgenden nationalen oder regionalen Patentanmeldungen, ob sie diese materiell prüfen oder ob sie die Ergebnisse der internationalen vorläufigen Prüfung übernehmen wollen. Und teilweise gibt es schon kraft Gesetz das Erfordernis, dass manche nachfolgenden Patentsysteme eigene, die PCT-Ergebnisse ergänzenden Maßnahmen durchführen. Beispielsweise fordert das europäische Patentübereinkommen eine eigene europäische Recherche, wenn die Recherche zur PCT-Anmeldung nicht in bestimmten  Patentämter ausgeführt wurde. Deshalb wird für PCT-Anmeldungen die internationale vorläufige Prüfung oft nicht beantragt.
- Wenngleich die PCT-Anmeldung einige 1000 € kostet, wird sie auch dazu verwendet, den Anfall noch höherer Kosten hinauszuzögern. Die PCT-Anmeldung ist eine einzige Anmeldung in einer einzigen Sprache, die von einem einzigen Anwalt betreut werden kann. Übersetzungen sind in dieser Zeit nicht nötig. Statt vieler Verfahren in vielen Sprachen mit vielen Anwälten erlaubt sie eine zeitlich begrenzte gemeinsame Weiterbehandlung einer Erfindung durch eine einzige Anmeldung. In dieser Zeit können sich auch weitere Erkenntnisse des Anmelders zur technischen und/oder patentrechtlichen Werthaltigkeit seiner Anmeldung einstellen. Sie können durchaus auch dazu führen, dass die Anmeldung insgesamt fallengelassen wird, so dass bis dahin relativ wenig Geld ausgegeben wurde.